# Museo de historia de Valencia
El Museo de historia de Valencia (en valenciano y oficialmente, Museu d'història de València), conocido como MhV, inaugurado el 7 de mayo de 2003, es un museo dedicado al desarrollo de la historia de la ciudad de Valencia (España). El objetivo de su exposición permanente es presentar los procesos históricos de forma accesible y didáctica, partiendo de los conceptos generales para expresarlo a través de datos cotidianos, y enseñando a interpretar los hechos cotidianos del pasado para entender los procesos generales. Hace uso para ello de los fondos arqueológicos, artísticos y culturales municipales.
Su actual director es el arqueólogo valenciano Javier Martí Oltra.

## Historia

### Antecedentes
La idea de formar un museo de estas características en la ciudad de Valencia viene dada por la custodia, desde época foral, de un conjunto archivístico documental que, con el tiempo, fue adquiriendo objetos de una importancia singular para la historia de la ciudad por su carga simbólica como son el Penó de la Conquesta, la espada de Jaime I o las llaves de la ciudad, entre otros. A estos se añaden los bienes recuperados de la destrucción y el expolio de la antigua casa de la ciudad a mediados del siglo XIX. Se trató, por aquel entonces, de otorgarle a estos documentos, y objetos que forman parte de la cultura y, del patrimonio cultural de la ciudad, una forma museística, pero esta idea no fraguó.
El escaso apoyo con el que contó este proyecto, tal vez se debiera a la existencia de un dibujo previo de otro proyecto de creación del Museo de Etnografía y Folklore de Valencia, promovido por Vicente Blasco Ibáñez en 1921 (Catalá, 1988). La base sobre la que Vicente Blasco Ibáñez cimentó la concepción de este museo era la de reunir “las glorias de nuestra raza, todo nuestro pasado y todo nuestro presente” (Blasco Ibáñez, 1931 cit. por Gregori, 1997: 464) ante lo que para él era la desaparición de las formas de vida tradicionales valencianas. Con esta idea consiguió implicar al ayuntamiento de Valencia que cedió el Palacio de la Exposición y prometió que en el futuro museo se integraría una parte de las colecciones municipales.
Poco a poco, gracias al empuje de Maximiliano Thous y de Enric Durán i Tortajada, se fue materializando con hechos este proyecto pero enfocándolo desde un punto de vista más nacionalista que del regionalismo inicial con el que se había formado. A finales de los años veinte, concretamente en 1927, se crea el Museo Artístico y Arqueológico, generalmente conocido como Museo Histórico de la Ciudad, dependiente de la sección de Museos y Monumentos, integrada en el Servicio de Patrimonio Histórico y Cultural del Ayuntamiento de Valencia; a instancia del regidor de estos años, Enric Durán i Tortajada, con la intención de reunir en una sede común todo el patrimonio municipal.
No se le consiguió asignar una sede o un edificio común, por lo que pasó a ser una dependencia más del Archivo Histórico y los fondos registrados siguieron dispersos por las diversas dependencias municipales a tal efecto. Esta concepción de museo no poseía la fuerza y el carisma necesarios para hacer frente a la idea de Vicente Blasco Ibáñez que había pasado del imaginario a ser algo tangible. Sin embargo, pese a la escasez de los medios más elementales, a finales de 1935 se aumentó la superficie destinada al archivo y al museo histórico municipal con la incorporación de la capilla contigua de Santa Rosa de Lima. Pese a ello este primer Museo Histórico Municipal contó como exposición permanente el núcleo originario del Museo, que estaba formado por: el "Llibre dels Furs", el "Llibre del Consolat del Mar", la bandera llamada "Real Senyera", el "Penó de la Conquesta", las llaves de la ciudad o la espada del rey don Jaime I.
En el año 1935 se reconoció que parte de los fondos del Archivo Municipal eran la base constitutiva del Museo de la Ciudad, y así lo recogía Miquel Durán i Tortaja en su libro "La personalitat valenciana en el Museu Històric de la Ciutat".
Pese a realizarse una ampliación del espacio disponible en las propias dependencias del Ayuntamiento, el espacio no era suficiente, problema que se acrecentó con el inicio de la guerra civil (1936-1939), ya que en ese momento se empiezan a recibir más fondos ya que se realizan aportes patrimoniales procedentes de las iglesias que habían sido asaltadas a raíz de los enfrentamientos bélicos y que, posteriormente no serían reclamados. Entre tanto, la concepción del museo que Vicente Blasco Ibáñez se había propuesto quedó paralizada y tras la victoria franquista fue definitivamente abortada. Además, la adquisición de la colección Almenar en 1949 y de la Martí Esteve en 1951 unidas al inicio de las excavaciones arqueológicas por el recién creado SIAM, contribuyeron a nutrir sobremanera tanto los fondos del museo como su caos organizativo.

### Proyecto

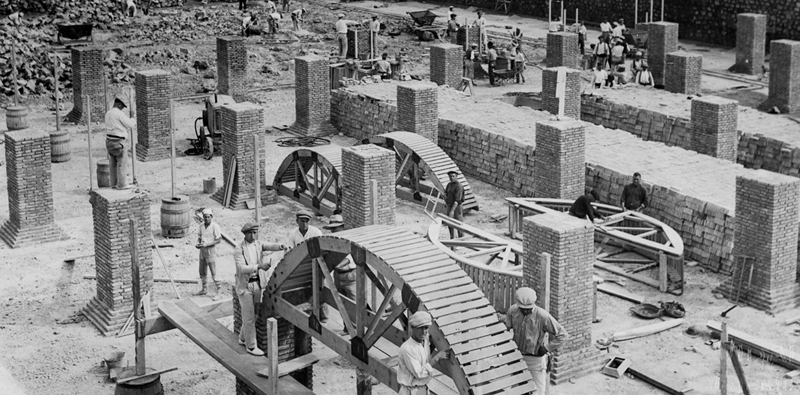
Construcción depósito (El Collado.1932).

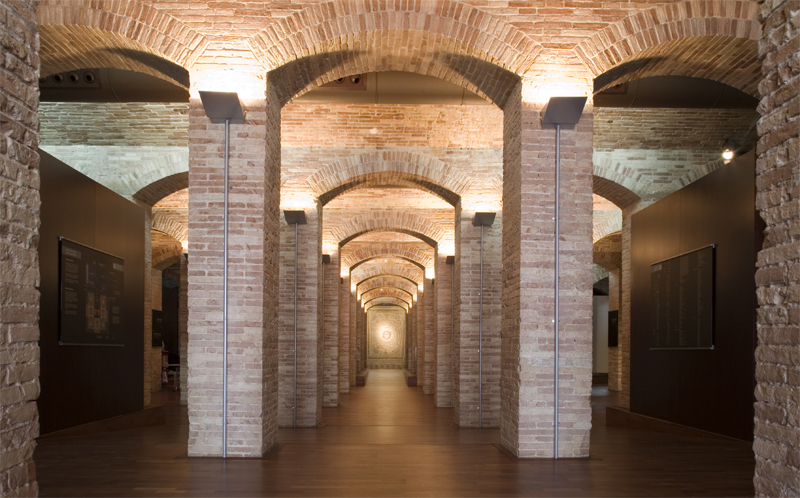
Hall entrada MhV

La situación no manifestó ningún cambio reseñable hasta los años setenta y su desarrollo comenzó a ser más notorio con la transición democrática. En el año 1973 la Delegación de Archivos, Bibliotecas y Museos, propone la adquisición del recientemente declarado monumento histórico-artístico de interés local, palacio de Berbedel; compra que se materializó un año después, pasando a llevarse a cabo unas reparaciones de urgencia y obras de remodelación para adaptar el edificio para su uso como pinacoteca municipal.
De esta manera el Museo de la Ciudad veía posible su ubicación en el palacio de Berbedel, que se inauguró como Museo de la Ciudad el 3 de noviembre de 1989, presentando una exposición sobre los orígenes de la ciudad y la "Valentia romana de época republicana", con materiales arqueológicos procedentes de excavaciones y otros fondos del Museo.
Se continuó, en los años siguientes, realizando sucesivas exposiciones monográficas acerca de la Valentia tardo-romana y visigótica, época islámica y Reconquista hasta el siglo XIV. Exposiciones que ponían de manifiesto la riqueza patrimonial que disponía el Consistorio y que no estaba debidamente expuesta por falta de una ubicación adecuada para el Museo de Historia de la Ciudad.
En su origen, el montaje expositivo estuvo marcado por una orientación arqueológica con un estilo y un lenguaje depurado. Las salas dedicadas a la Edad Media, inauguradas en 1993, manifestaron su agotamiento expositivo por la escasez de piezas arqueológicas en las que apoyar el discurso del museo. El concepto que Catalá quería integrar en estas salas vinculadas al periodo histórico, abarcaba desde obras de arte, documentos, libros, etc., no llegó a materializarse.
De esta manera nos encontramos con dos entidades distintas, por un lado el Museo Histórico Municipal, sito en la Casa Consistorial de la Plaza del Ayuntamiento, que corresponde a la antigua Casa de Enseñanza, fundada por el Arzobispo Mayoral en el siglo XVIII, y a la parte donde se encontraba la Iglesia de Santa Rosa de Lima. Este museo sigue conservando los fondos iniciales, origen del deseo y necesidad de creación de un Museo que recogiera la historia de la ciudad de Valencia. Y por otro el Museo de la Ciudad, con un contenido variado que cuenta con secciones de: pintura, escultura, forja, cerámica, objetos de arte religioso, numismática y de pesas y medidas.
En 1990 el Ayuntamiento de Valencia firma un Convenio con la Dirección General de Bellas Artes y Archivos del Ministerio de Cultura, que incorporaba tanto el Museo de la Ciudad, como los restantes museos municipales, al Sistema Municipal de museos que quedaba regulado por el Real Decreto 620/87.
También a nivel autonómico el Museo de la Ciudad es reconocido como Museo estable de la Comunidad Valenciana a los efectos de la Orden del 6 de febrero de 1991 de la Conselleria de Cultura, Educación y Ciencia, motivo por el cual aparece también registrado en la Guía de Museos de la Comunidad Valenciana.
A principios del siglo XXI, en el año 2001, el ayuntamiento de Valencia crea el "Museu d'Història de València" (MhV), con el objetivo de difundir la historia de la ciudad. Dos años después, el 7 de mayo de 2003, se inauguró el Museo en el edificio del primer depósito de aguas potables de la ciudad (construido en 1850 por Ildefonso Cerdá y Leodegario Marchessaux, a partir de un proyecto diseñado por Calixto Santa Cruz). Constituye un ejemplo de arquitectura industrial dentro el periodo decimonónico. La idea de rehabilitación contó con el apoyo del ayuntamiento de Valencia y se procedió a llevarlas a cabo respetando la morfología inicial del edificio que permitieron recuperar la gran belleza que alberga, a día de hoy el museo. En el año 2003 fue galardonado por la Diputación de Valencia como mejor proyecto cultural. La nueva sede volvía abrir la oportunidad de plantear una nueva idea de museo y de discurso de las exposiciones.

## Exposición

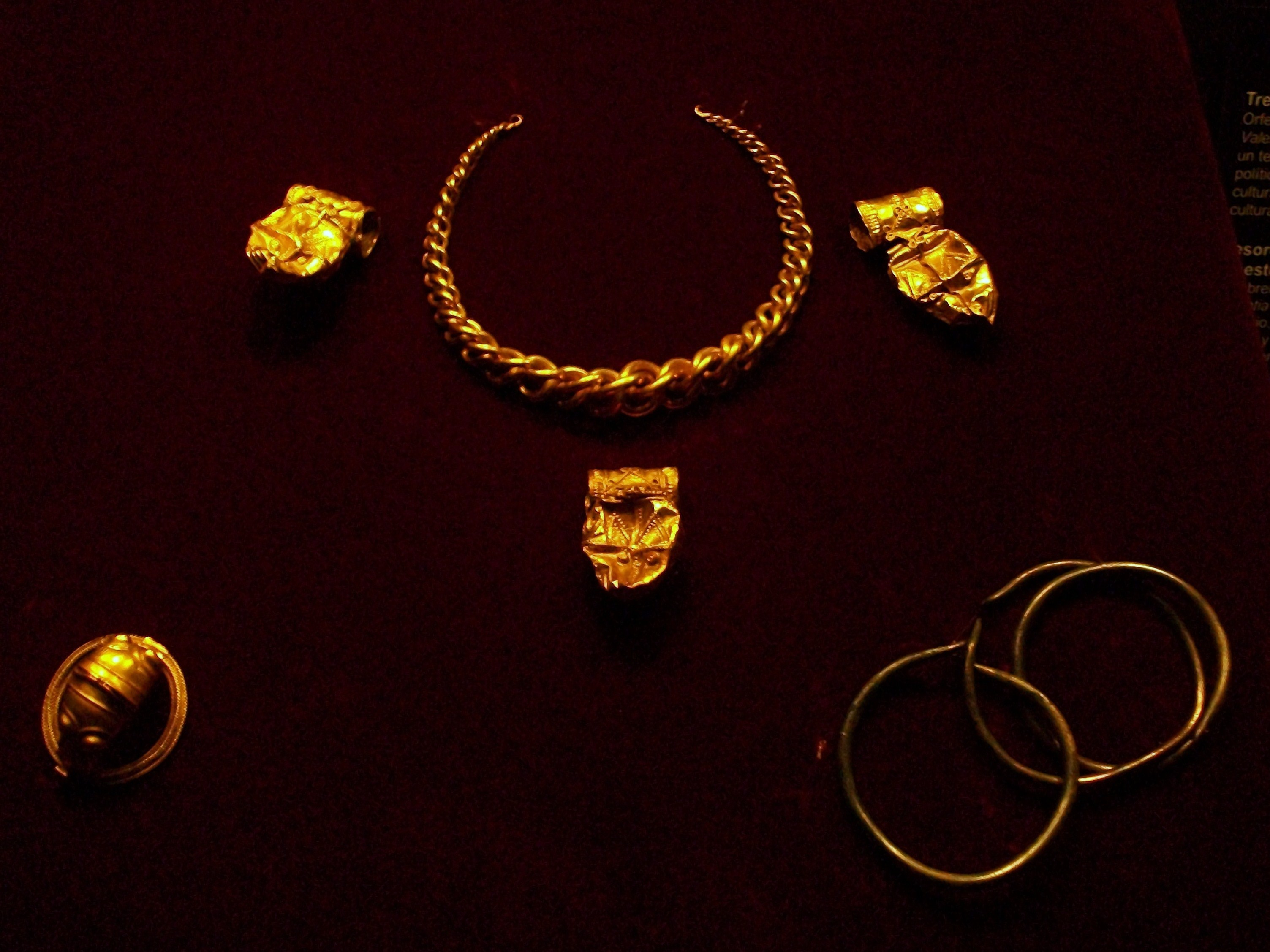
Tesoro de Cheste

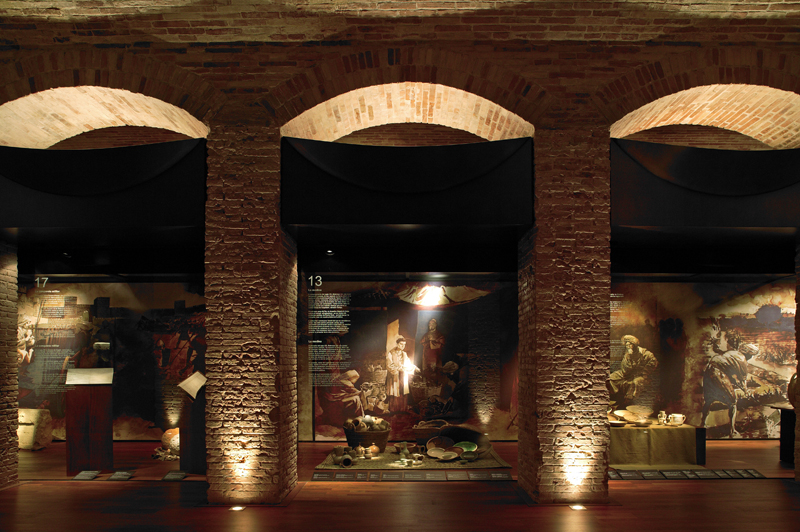
Vitrinas Balansiya

La exposición permanente que alberga el Museo de Historia de Valencia se divide en ocho periodos históricos que inician el recorrido desde su fundación en época romana hasta la actualidad.
- Valentia Edetanorum (Valentia) (138 a. C.-711)
- Balansiya (711-1238)
- Valencia en la Edad Media (1238-1519)
- De las Germanías a la Nueva Planta (1519-1707)
- Municipio Borbónico (1707-1833)
- La ciudad de Vapor (1899-1917)
- La Modernidad truncada (1917-1975)
- La Valencia vivida (1975-2003)

La exposición de cada uno de ellos se realiza a través de restos arqueológicos, documentos, obras de arte más representativas, documentos de archivo, libros, grabados, mapas, carteles, máquinas, vehículos o juguetes —para el periodo contemporáneo— de cada estadio cronológico.
Todo ello en torno a un gran aparato audiovisual que permite la sustitución de gran parte de la información textual sin dejar de introducir conceptos históricos, lo que ayuda en la comunicación con el visitante. El objetivo que se persigue es presentar la Historia analizando y presentando pequeñas historias, que a pequeña escala son las que conforman la Historia a gran escala, y que en el museo de presentan el devenir histórico de la ciudad.

### Exposición permanente
La exposición permanente del museo se inicia con la presentación de La Valencia vivida, una muestra, a través de proyecciones del pasado reciente de la ciudad, que sirve de preámbulo de la que se conoce como Máquina del Tiempo.
La Máquina del tiempo es una herramienta que permite conocer el aspecto de la ciudad a lo largo de su historia. Es como un gran volante que permite conocer los espacios urbanos más relevantes en cada una de esos ocho períodos históricos y, permite conocer las circunstancias de cada uno de ellos. También aborda otros aspectos de la historia como pueden ser el urbanismo, la economía o la sociedad, a lo largo de las sucesivas etapas históricas.
La exposición permanente comienza en época romana (Valentia), y continuará, mostrando tanto a través de escenografías como a través de vitrinas, las ocho etapas históricas mencionadas inicialmente. Las escenografías proyectan escenas dramatizadas en las que se recrean momentos cotidianos del pasado. La trama argumental de cada una de ellas está explicada en una consola corrida que, además de explicar los personajes, permite escoger las diferentes escenas. Por su parte las vitrinas exhiben una amplia colección de objetos, obras de arte y documentos representativos de cada una de las épocas.

#### Piezas destacables
Entre las piezas que forman parte de la exposición permanente del museo podemos destacar:
- Tesoro de Cheste. Hallado casualmente en la Huerta de la Safa, Cheste, Valencia en 1865.[12]
- Mosaico de la medusa. Hallado casualmente en la calle Reloj Viejo de Valencia en 1949.[13]
- Tesoro de la Avenida Constitución. Hallado en el año 2009 en Valencia.[14]
- Ménsula con escena de Filis cabalgando a Aristóteles. Estilo gótico, mediados siglo XIV.[15]
- Vestido de la Moma, perteneciente a la colección de Victoria Liceas.[15]
- Vaso del "ciclo de la vida", vaso cerámico ibérico de época sertoriana.[16]
- El Juicio Final de Vrancke van der Stockt, pintura adquirida por los jurados de la ciudad de Valencia en 1494.[17]
- Fragmento de pintura mural de la conocida como Domus de Terpsícore, de la segunda mitad del siglo II d. C.[18]

### Exposiciones temporales
El Museo de historia de Valencia realiza exposiciones temporales sobre temas que abarcan desde temas directamente relacionados con la historia de la ciudad como con temas transversales que forman parte de la historia de la humanidad. Como ejemplo, cabe destacar:
- La veu de la ciutat, exposición dedicada a los bandos realizados por diversos alcaldes de la ciudad de Valencia desde el inicio de este tipo de comunicación oficial.[19][20][21][22]

### Otros espacios
El museo cuenta también con una sala temporal en la que se realizan diversas exposiciones temporales relacionadas con la historia de la ciudad de Valencia. Otro de sus espacios es la sala multiusos que cuenta con en ella se pueden realizar eventos (Jornadas de Arqueología organizadas por el Colegio de Licenciados y Doctores en el año 2012) relacionados con el patrimonio, la cultura y la historia de la ciudad. Por último, el museo cuenta con un espacio diáfano denominado como mediateca, donde se dispone de una biblioteca con obras destacadas de la historia de la ciudad, audiovisuales, fotografías, etc., ordenadores y mesas y sillas para la consulta de estos materiales.

## Horario
- Martes a sábados de 10:00 a 19:00h.[9][23]
- Domingos y festivos de 10:00 a 14:00h.[9][23]
- Los lunes está cerrado al público.[9][23]

- Visitas guiadas. Actividades didácticas y talleres específicos.[9][23]